# Thelairosoma triste
Thelairosoma triste là một loài ruồi trong họ Tachinidae.